# 哀公 (晋)
哀公（あいこう、生年不詳 - 紀元前434年）は、中国の春秋時代の晋の君主。姓は姫、名は驕。

## 生涯
晋の昭公の曾孫にあたる。紀元前452年、晋の出公が出奔すると、哀公が晋公として擁立された。紀元前434年、哀公は死去し、子の幽公が晋公として即位した。